# Zygmunt Kretkowski
Zygmunt Kretkowski herbu Dołęga (ur. 1704, zm. 12 czerwca 1766 w Bystrzem) – wojewoda chełmiński od 1746, starosta kowalski i duninowski.
Syn Ludwika Wawrzyńca i Marii Kaniewskiej. Prawnuk Andrzeja (zm. 1643), wojewody brzeskokujawskiego. Poślubił Justynę Łaźniewską. Małżeństwo było bezpotomne.
W 1751 został kawalerem Orderu Orła Białego.
Dwa miesiące po jego śmierci został pochowany w rodzinnej krypcie grzebalnej w Tychnowach.